# 음의 유희
음의 유희(Ludus Tonalis)는 1942년 미국에 체류하는 동안 작곡된 파울 힌데미트의 피아노 작품이다.  1943년 시카고에서 Willard MacGregor에 의해 초연되었다.
모든 12개의 장조 및 단조 로 구성된 이 작품은 요한 세바스티안 바흐의 토카타를 닮은 Praeludium으로 시작하여 Postludium으로 끝난다. 그 사이에는 이전 푸가의 조성에서 시작하여 다음 푸가의 조성으로 끝나는 11개의 막간으로 분리된 12개의 3부 푸가가 있다.
음의 유희는 평균율 클라비어곡집의 20세기의 것으로 의도되었다.